# Lamellirissoina
Lamellirissoina is een geslacht van weekdieren uit de klasse van de Gastropoda (slakken).

## Soort
- Lamellirissoina pulchella Kuroda & Habe, 1991